# Сен-Медар (церковь)
Сен-Медар (фр. Église Saint-Médard — церковь Святого Медарда) — католическая церковь в Париже. Находится в Латинском квартале, на улице Муфтар (V округ). Исторический памятник с 1906 года.

## История
Церковь расположена в месте пересечения старинной дороги на Лион и речки Бьевры (ныне скрытой под землёй). По всей видимости, часовня в честь святого Медарда Нуайонского существовала здесь с IX века. Позднее, в 1163 году, была воздвигнута одноимённая церковь, относившаяся к аббатству Святой Женевьевы.
В последующие века церковь неоднократно перестраивалась. В XVI веке работы были прерваны из-за религиозных войн и возобновились лишь в 1561 году, после того как протестанты, в ходе борьбы с католиками, разграбили церковь. Их обязали возместить ущерб, и полученные деньги пошли на восстановление церкви.
Начиная с XVII века церковь Сен-Медар, находившуюся неподалёку от парижского аббатства Пор-Рояль, начали посещать янсенисты. В их числе были Пьер Николь, Блез Паскаль и диакон Франциск Парижский. В начале XVIII века диакона, славившегося набожностью и аскетизмом, хоронят на кладбище близ церкви. Вскоре после этого на его могиле начинают происходить чудесные исцеления, которые янсенисты поспешили приписать покойному диакону. Фанатизм молящихся доходил до таких пределов, что они буквально бились в конвульсиях, простираясь на могиле святого, в результате чего получили название конвульсионеров. Чтобы прекратить беспорядки, Людовик XV приказал закрыть кладбище. На следующий день на воротах кладбища анонимный шутник повесил табличку с надписью: «De par le Roy, défense à Dieu de faire miracle en ce lieu» («Именем короля Богу запрещается совершать чудеса в этом месте»).
Во второй половине XVIII века работы по благоустройству церкви продолжились под руководством архитектора Луи-Франсуа Пти-Раделя. В период Великой французской революции церковь неоднократно закрывалась и вновь открывалась; на протяжении 10 месяцев она была объявлена «Храмом Труда».
На протяжении XIX—XX веков церковь расширяется и реставрируется. В настоящее время она является действующим католическим храмом. На месте бывшего кладбища располагается небольшой сквер.

## Архитектура и интерьер
Поскольку церковь строилась на протяжении долгого времени, в ней сочетаются элементы позднего готического стиля и Ренессанса. Единственный неф имеет пять пролётов, по бокам расположен ряд капелл. Интересно, что в церкви сохранился деревянный свод XVIII века, хотя изначально он создавался как временный.
Одной из главных достопримечательностей церкви является картина, атрибутируемая Филиппу де Шампаню и изображающая мёртвого Христа. Примечательны также витражи, органы и крестильные купели.